# Lawrence B. Kiddle
Lawrence B. Kiddle (1907-1991) fue un hispanista estadounidense.
Profesor en la Universidad de Míchigan, se doctoró en 1935 con La estoria de Tebas en la General Estoria de Alfonso X el Sabio. Orientado hacia el medievalismo, publicó con Lloyd Kasten el Libro de las Cruzes de Alfonso X el Sabio (Madrid, 1961). Profesor de lenguas románicas en la Universidad de Míchigan, Kiddle se unió a la facultad en 1947 después de acabar un período de servicio como teniente comandante de la Marina. Fue Jefe de la Deparmento de Letras e Idiomas con un Misión Navel EE.UU. a Perú. Cerca del final de su servicio de la marina de guerra fue nombrado un Oficial de la Orden Militar de Ayacucho ( Perú ) Kiddle tenía grados de Oberlin y la Universidad de Wisconsin. También fue Presidente de la Asociación Americana de Profesores de Español y Portugués.

## Obras
- Los de abajo: Novela de la Revolución Mexicana. Mariano Azuela, John Eugene Englekirk, Lawrence Bayard Kiddle, 1971, 1992, 2006, 2007, 2010
- Veinte cuentos Hispanoamericanos del Siglo XX, por Enrique Anderson Imbert ( Redactor), Lawrence Bayard Kiddle, 1956, 1967
- La cronología del cambio de sonido español, Lawrence Bayard Kiddle, 1975
- Cuentos americanos, Donald D. Walsh y Lawrence B. Kiddle, 1980
- Cuentos y versos americanos, 1970
- Hacia Una nueva definición del papel del profesor en la enseñanza de idiomas extranjeros, Lawrence Bayard Kiddle, 1963
- La Barraca, Hayward Keniston y Lawrence B. Kiddle (ed), 1960
- Libro de las cruzes, Alfonso el Sabio.  Lloyd A. Kasten y Lawrence B. Kiddle, Consejo superior de investigaciones cíentificas. Instituto "Miguel de Cervantes", 1961

Preparó antologías con Enrique Anderson-Imbert y textos para la enseñanza con Ralph Hayward Keniston, John E. Englekirk y Federico Sánchez Escribano.
- Datos: Q1293303